# Steuerberg
Steuerberg – gmina w Austrii, w kraju związkowym Karyntia. w powiecie Feldkirchen. Według Austriackiego Urzędu Statystycznego liczyła 1652 mieszkańców (1 stycznia 2015).